# Circle Jerks
A Circle Jerks (stilizált alakja:
Ciʀcle JƎʀᴋs) amerikai hardcore punk/punk rock együttes. 1979-ben alakult a kaliforniai Hermosa Beachen. A zenekart a Black Flag korábbi énekese, Keith Morris és a Redd Kross gitárosa, Greg Hetson alapították. Első nagylemezük 1980-ban jelent meg. A zenekar 2019-ben újra összeállt, a Group Sex című albumuk negyvenedik évfordulója alkalmából. 2020-ban pedig a "Bowling Festivalon" koncerteztek. Az együttes Group Sex című albuma bekerült az 1001 lemez, amelyet hallanod kell, mielőtt meghalsz című könyvbe.

## Diszkográfia
Stúdióalbumok
- Group Sex (1980)
- Wild in the Streets (1982)
- Golden Shower of Hits (1983)
- Wonderful (1985)
- VI (1987)
- Oddities, Abnormalities and Curiosities (1995)